# 建威將軍
建威將軍（穆麟德轉寫：horon be algimbuha jiyanggiyūn）为清代散階的一種，武官正一品授。
清代的散階制度，自正一品到從九品十八階。榮號而已，可以貤封父母，散階的授予混同于“封贈”。順治初年有三年考滿封贈之事，康熙改為逢朝廷慶典，任職二年以上者便可請求封贈。為官者父、祖的封號同本人。